# Dario Manera
Dario Manera (Milano, 9 ottobre 1961) è un attore italiano.

## Biografia
Nato a Milano, si diploma attore presso la Civica Scuola d'Arte Drammatica "Piccolo Teatro di Milano". 
Intensa e prevalente l’attività teatrale. Scoperto da Franco Branciaroli debutta al suo fianco nel Pugačëv di Sergèj Esenin, e prosegue sotto la sua direzione nel Peer Gynt come Fonditore di Bottoni, come Astolfo ne La vita è sogno e in un insolito Pastore Manders in Spettri.
Nel 1989 conosce Egisto Marcucci, che lo sceglie per il ruolo di Michelino ne La famiglia Mastinu di Alberto Savinio, spettacolo a cui è molto legato, e Filippo Crivelli a cui deve il Conte Ippolito nel Conte Chicchera di Goldoni. 
Successivamente è Romeo nel Romeo & Giulietta di William Shakespeare prodotto dal C.S.S. di Udine per la regia di Paolo Valerio.
Nelle stagioni ‘94-’95 / ‘95-’96 ha preso parte alla riedizione della celebre Donna Serpente di Carlo Gozzi, nuovamente diretto da Egisto Marcucci, interpretando il ruolo di Brighella.
Negli anni successivi è stato Giacomino al fianco di Turi Ferro, e Bill ne Il Lago dorato insieme a Isa Barzizza e Nando Gazzolo nuovamente diretto da Filippo Crivelli.
Lavora con Daniela Ardini in Retablo che gli affida inoltre il ruolo di Gesù nella versione teatrale tratta dalla sceneggiatura di Carl Theodor Dreyer.
Walter Manfré lo sceglie per il ruolo di Candido di Leonardo Sciascia spettacolo al fianco di Jean Sorel. 
Interpreta Giasone in una particolare edizione “mediatica” della Medea euripidea, dove al capo degli argonauti regala un’efficace maschera da boss balcanico, e in Ecuba il ruolo di Polimestore. Sua partner in entrambi gli spettacoli Mariella Lo Giudice. Termina nell’Aprile 2008 7 Piani in compagnia con Ugo Pagliai e Paola Gassman, e debutta in estiva nel ruolo di Oberon diretto da Marco Ghelardi. Nella stagione 2008-2009 interpreta Lepido, Eros e il Messaggero in Antonio & Cleopatra e Pozzo in Aspettando Godot. Successivamente è Oreste in Oreste all’incontrario studio per un “eroe” contemporaneo. In un passaggio del testo recupera la memoria del “milanese”, lingua paterna.
Diretto da Federica Granata nel 2010 interpreta per la prima volta un ruolo femminile. È La Zia nello spettacolo Il sesso di Igor.
Nel 2013 insieme a quattro amici dà vita a Collettivo Linea S, in omaggio agli Esercizi di stile di Raymond Queneau, al fine di sperimentare nuove tecniche di narrazione. 
Collateralmente alla sua attività, prepara i candidati per l'accesso alle accademie nazionali di formazione teatrale e cinematografica. 
Nel 2020 pubblica su YouSquare (piattaforma di comunicazione indipendente) "Willy - conversazioni su Shakespeare". 
Suo figlio Riccardo Maria, nato nel 1994 dalla relazione con la collega Enrica Carini, ha seguito le orme paterne come attore di diverse fiction di successo come Black Out, Volevo fare la rockstar, Il silenzio dell'acqua e L'onore e il rispetto.

## Teatro
- 7 piani di Michele Ainzara - regia di Paolo Valerio - Ruolo: Dott. Sergi
- Ecuba di Euripide - regia di Daniela Ardini - ruolo: Polimestore
- Il Naso di Nikolaj Vasil'evič Gogol' - regia di Tonino Conte - ruolo: lo scribacchino
- Medea di Euripide - regia di Daniela Ardini - ruolo: Giasone
- Sul lago dorato - di Ernest Thompson - regia di Filippo Crivelli - ruolo: Bill
- Retablo - di Vincenzo Consolo - regia di Daniela Ardini - ruolo: Trono / Don Sciaverio Burgio
- Candido...ovvero - di Leonardo Scascia - regia di Walter Manfré - ruolo: Candido
- Gesù - di Carl Theodor Dreyer - regia di Daniela Ardini - ruolo: Gesù
- Pensaci Giacomino di Luigi Pirandello - regia di Guglielmo Ferro - ruolo: Giacomino
- Sogno di una notte di mezza estate di William Shakespeare - regia di Cosetta Colla - ruolo: Francis Flute
- Un angelo viene a Babilonia di Friedrich Dürrenmatt - regia di Laura Sicignano - ruolo: l'Angelo
- La zattera di Harald Mueller - regia di Daniela Ardini - ruolo: Itai
- La donna serpente di Carlo Gozzi - regia di Egisto Marcucci - ruolo: Brighella
- Il conte Chicchera - di Carlo Goldoni - regia di Filippo Crivelli - ruolo: Conte Ippolito
- La Famiglia Mastinu - di Alberto Savinio - regia di Egisto Marcucci - ruolo: Michelino Mastinu
- La mia scena è un bosco - di Emanuele Luzzati - regia di Tonino Conte - ruolo: Puck
- Bussy d'Amboise di George Chapman - regia di Nicholas Brandon - ruolo: Conte di Montsurry
- Romeo e Giulietta di William Shakespeare - regia di Paolo Valerio - ruolo: Romeo
- Spettri di Henrik Ibsen - regia di Franco Branciaroli - ruolo: Pastore Manders giovane
- La vita è sogno di Calderon De La Barca - regia di Franco Branciaroli - ruolo: Astolfo
- Peer Gynt di Henrik Ibsen - regia di Franco Branciaroli - ruolo: Fonditore di bottoni
- Pugačëv di Sergej Aleksandrovič Esenin - regia di Franco Branciaroli - ruolo: spettacolo a due voci

## Cinema
- Dove siete? Io sono qui - regia di Liliana Cavani (1993)

## Televisione
- Il pastor fido di Giovanni Battista Guarini - regia di Massimo Navone - ruolo: Mirtillo (1987)
- Arriva Cristina - regia di Francesco Vicario - ruolo: L.V. Beethoven (1988)
- Cuori rubati - registi vari - Soap opera - Raidue - Ruolo: guest (2002)
- Vivere - registi vari - Soap opera - Canale 5 - ruolo: Avvocato Nardi (2008)
- Erdbeereis mit Liebe - regia di Oliver Dommenget (2007)
- 48 ore - regia di Eros Puglielli - Canale 5 - ruolo: Scattini (2006)
- R.I.S. Roma 3 - Delitti imperfetti - regia di  Francesco Miccichè - Canale 5 (2012) [2]
- CentoVetrine - registi vari - Soap opera - Canale 5 - ruolo: avvocato Gustav Kobe (2012)
- I Cesaroni - regia di Francesco Pavolini - Canale 5 - ruolo: Alfredo life coach (2014)
- Un passo dal cielo 3 - regia di Monica Vullo - Rai 1 - ruolo: Tugnolo (2014)
- Sacrificio d'amore - regia di Fabrizio Portalupi - Canale 5 - ruolo: Dott. Giuffrida (2016)
- Non uccidere, regia di Emanuela Rossi - episodio 2x13 - Rai Premium - ruolo: Gaetano Ricci (2018)
- Petra, regia di Maria Sole Tognazzi, episodio 1x01 - Sky Cinema - ruolo: Riccardo Mascarelli (2020)
- Blanca, regia di Jan Maria Michelini, episodi 2x01-2x02-2x03 Rai 1 - ruolo: Amilcare Baroni (2023)
- Libera, regia di Gianluca Mazzella, 3 episodi Rai 1 - ruolo: Riccardo Rizzo (2024)

## Radio
- Noi in Lombardia - a cura di Pierluigi Gasparotto
- Geo & Geo - voice over per i documentari a cura di Marco Preti
- Blu notte - regia di Daniela Ardini - ruolo: Andrea
- La Bibbia  - letture radiofoniche a cura di Renzo Ceresa
- La metà sconosciuta - regia di Daniela Ardini - ruolo: Giovanni Bondi

## Videoclip
- 2017 – Kanji - Grosz